# 英格兰银行金库大劫案
英格兰银行金库大劫案（Securitas depot robbery）是英国史上数额最大的一起银行劫案。发生于2006年2月22日凌晨的英国英格兰湯布里奇，英格兰银行位于此处的一个金库遭到匪徒洗劫，共有约4000万英镑的现钞被劫匪用一辆雷诺货车运走。据称匪徒本打算将金库中剩余的1.5亿英镑也一并带走，但是由于交通工具装不下重达8吨的1.5亿英镑现钞，不得不放弃。

## 抢劫过程
金库经理，Colin Dixon，在2月21日18：30分驾驶他的尼桑轿车时，被一辆没有悬挂任何标志的警车逼停在A249公路路边。他随后被劫持到这辆假警车中。他在Herne Bay家中的妻子和八岁的儿子也被劫持。劫匪以此威胁Colin协助他们进行抢劫。
2月22日凌晨1点，劫匪同银行经理到达金库，14名金库工作人员被劫匪制服。劫匪使用Colin的身份卡打开金库，将大量现金搬上一辆雷诺白色小型货车。2：45的时候劫匪完成了抢劫，14名工作人员、银行经理及其妻儿被鎖在金库的现金仓库裡。劫匪离去後，其中一名工作人员挣开绳索，按响警铃。所幸整个抢劫过程中，无人受到伤害。

## 调查和抓捕
2006年2月23日，警察在Forest Hill, South London地区抓捕了一名29岁男性和一名31岁女性，他们据信参与了抢劫的策划。通过调查，警察确认有至少6名携带武器的抢匪参与了抢劫。同一天，一名41岁的女子在南伦敦Bromley地区的Portman Building Society办公室被逮捕，据新闻媒体爆料说，她被逮捕是因为她携带了6000英镑的现金前去开户，这些现金的捆扎带上赫然印着Tonbridge几个字。
随后罪犯遗弃的车辆被发现，数名嫌疑犯在摩洛哥落入法网。截至2006年6月25日，肯特郡警察确认逮捕了超过30名嫌疑人。

## 审判
2007年6月26日，审判在伦敦的old Bailey举行。前三个星期的审判着眼于经理Colin Dixon的角色，是否他是劫匪的内线，或者金库工作人员中有劫匪里应外合的人。
在随后的审判中，数名嫌疑人被判处10年到无期不等的徒刑。但是一名名叫‘kane’关键嫌疑人依然携部分赃款在逃。
2010年6月1日，另一名主要嫌犯Murray在摩洛哥因为涉嫌此案被判处10年监禁，后来又被增加到25年。

## 相关影视作品
Time Inc.于2008年8月4日宣布他们将根据主要嫌犯Murray的角色启发而拍摄成一部电影。

## 相关
- 著名银行劫案List of famous bank robbers and robberies（英文）
- Northern Bank Robbery - 2004年发生在北爱尔兰的相似的劫案（英文）。